# Théo Sardnal
Théodose Jean Sardnal né le 26 février 1898 à Paris dans le 10e arrondissement et mort le 29 février 1984, dans le 7e arrondissement de la même ville, est un architecte français.

## Biographie
Il est né à Paris d’un père photographe, Théodose Sardnal, natif d'Alger, et d’une mère suisse, Marie-Anna Tissot, née à Lausanne. Son père est décédé en 1914. 
Désirant devenir peintre, il envisage de passer le concours d’entrée à l’École des Beaux-Arts de Paris, dans la section peinture, mais devant le refus de sa mère, il tente l’admission dans la section architecture en juin 1914 et juin 1917.
Mobilisé en 1918, il obtient le brevet de pilote aviateur sur les bombardiers de nuit et accomplit de nombreuses missions de bombardements sur les lignes ennemies.
Il tente à nouveau le concours d’entrée à l’École des Beaux-Arts de Paris dans la section architecture et est admis le 15 juillet 1921 dans l’atelier de Victor Laloux puis de Charles Lemaresquier. 
En 1923, avec sept autres étudiants en architecture, Théo Sardnal  quitte l’atelier Laloux Lemaresquier et participe à la création de l’Atelier de Bois, en faisant appel à Auguste Perret, architecte et entrepreneur. Insatisfaits, ils décident de s'affranchir de l'enseignement trop académique de l'École des Beaux-Arts,.
En 1928, il réintègre l’école des Beaux-Arts et obtient son diplôme d’architecte le 16 février 1932. Il est retenu pour le prix du meilleur diplôme[style à revoir].
La modernité fut amorcée au XIXe siècle avec l’utilisation du métal, tout en maintenant l’usage de la pierre et ses principes constructifs classiques. En 1919, un courant artistique pluridisciplinaire, précurseur du design, né en Allemagne, bouleversa la création architecturale avec à la tête du mouvement, l’architecte Walter Gropius. La révolution technologique conduite par Perret et son école était basée sur l’utilisation du béton en tant qu’élément architectural de premier ordre. Il n’était plus question de dissimuler le matériau derrière des artifices mais de lui conférer une noblesse  que les architectes représentants du classicisme ne lui reconnaissait pas. De même, les mouvements d’architectures qui se voulaient modernes prônaient la suppression de tous les artifices décoratifs et modénatures jugées inutiles.
L’école de Perret mit non seulement en avant le matériau structurel en le traitant de mille façons (moulage, ponçage, smillage, bouchardage, etc.) pour le faire vibrer et accrocher la lumière mais, également, elle mit au point de nouvelles formes de modénatures, d’ordres et d’accessoires architecturaux qui en fit un style à part entière. Les réalisations multiples de Perret et de ses élèves, dont Théo Sardnal, grâce à leur unité, malgré les tempéraments divers de chacun, permirent de créer un mouvement unique dans l’histoire de l’architecture.
La reconnaissance officielle de ce style se traduira, entre autres, par le classement aux Monuments historiques d'une œuvre de Théo Sardnal : la centrale hydroélectrique du barrage de Donzère-Mondragon comme bâtiment industriel en 1992 et du classement de la grande halle (surnommée « cathédrale ») des abattoirs du Havre en zone de protection du patrimoine architectural, urbain et paysager (ZPPAUP) depuis 1995,.

## Principaux ouvrages
- Pont de Saint-Cloud 1938-1940[7].

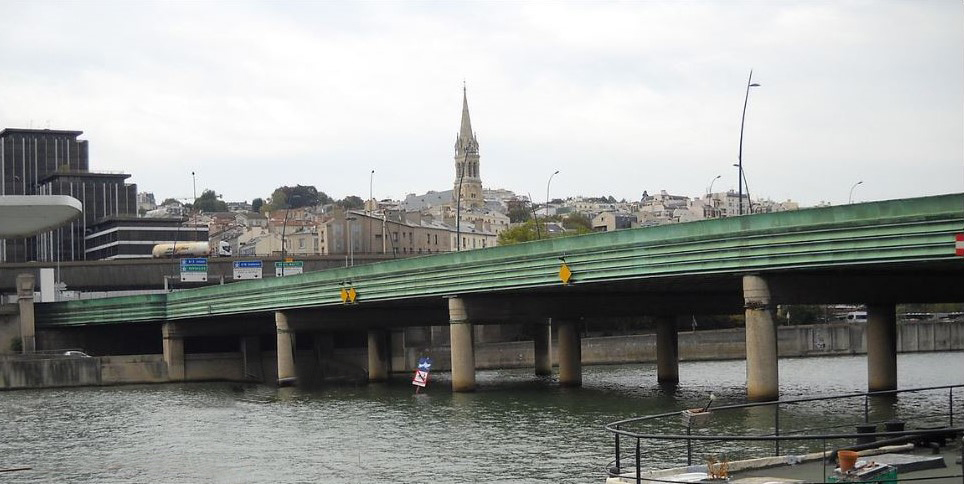
Saint-Cloud

- Pont de Suresnes 1938-1942 et 1947-1950[1],[8].
- Pont d’Épinay-sur-Seine sur le petit bras de la Seine[9].
- Pont d’Épinay-sur-Seine sur le grand bras de la Seine[10].
- Hôtel particulier 69 bis rue Borghèse, Neuilly-sur-Seine[1].
- Hôtel particulier 5 rue Delabordère Neuilly/Seine[1].
- Centrale hydro-électrique de Donzère-Mondragon et écluse sur le canal de dérivation du Rhône. 1948-1952[11],[12],[13],[14].
- Pont sur la RN7 sur le canal à Donzère[1].
- Pont sur la RN7 sur le canal à Mondragon[1].
- Abattoirs du Havre 1953-1965[15],[16],[17],[5].
- Gaz de France-Gennevilliers : bâtiment du centre social, cuisine, cantine, service sanitaire, garages, etc.[1].
- Centrale thermique de Strasbourg 1957 (démolition en 2008)[18].
- Poste - Le Touquet-Paris-Plage[19].
- Stations de pompage : Neuilly-sur-Seine, Colombes, Saint Maurice[1].
- Exposition universelle de 1937 (textiles, laine, coton, rayonne)[1].
- Magasins à Poitiers, Pau, Auch[1].
- Surélévation de l'immeuble 194 boulevard Saint-Germain (Paris)[1].

## Pont de Saint-Cloud

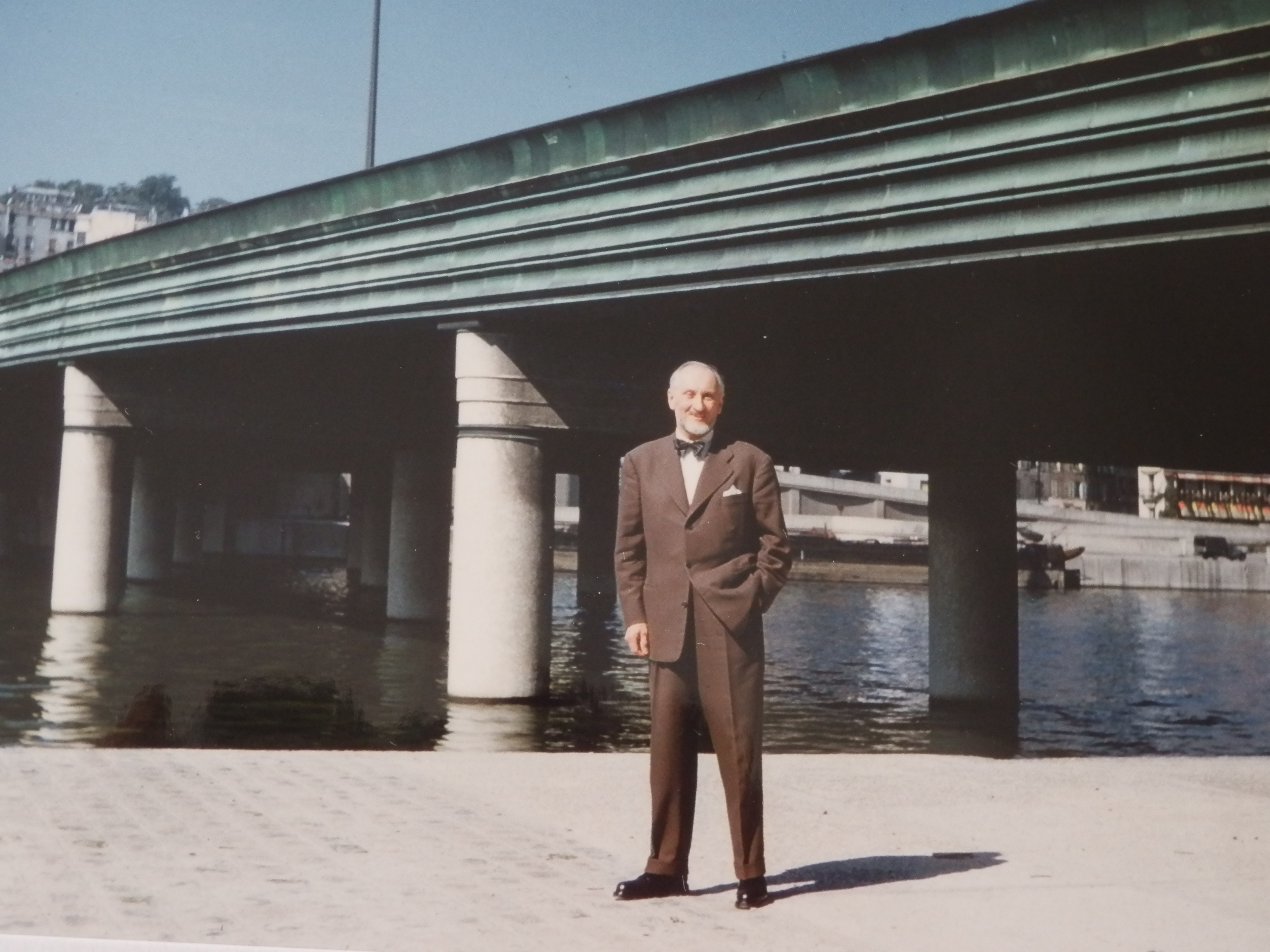
Théo Sardnal devant le pont de Saint-Cloud.

Les travaux débutent en 1938. Le pont de Saint-Cloud est inauguré en 1940. Il traverse la Seine d’un seul tenant grâce à son tablier métallique, reposant sur six colonnes en béton armé. Il mesure 186 mètres de long sur 30 mètres de large. Le parapet à parement de cuivre a été exécuté par Raymond Subes.                             

## Pont de Suresnes

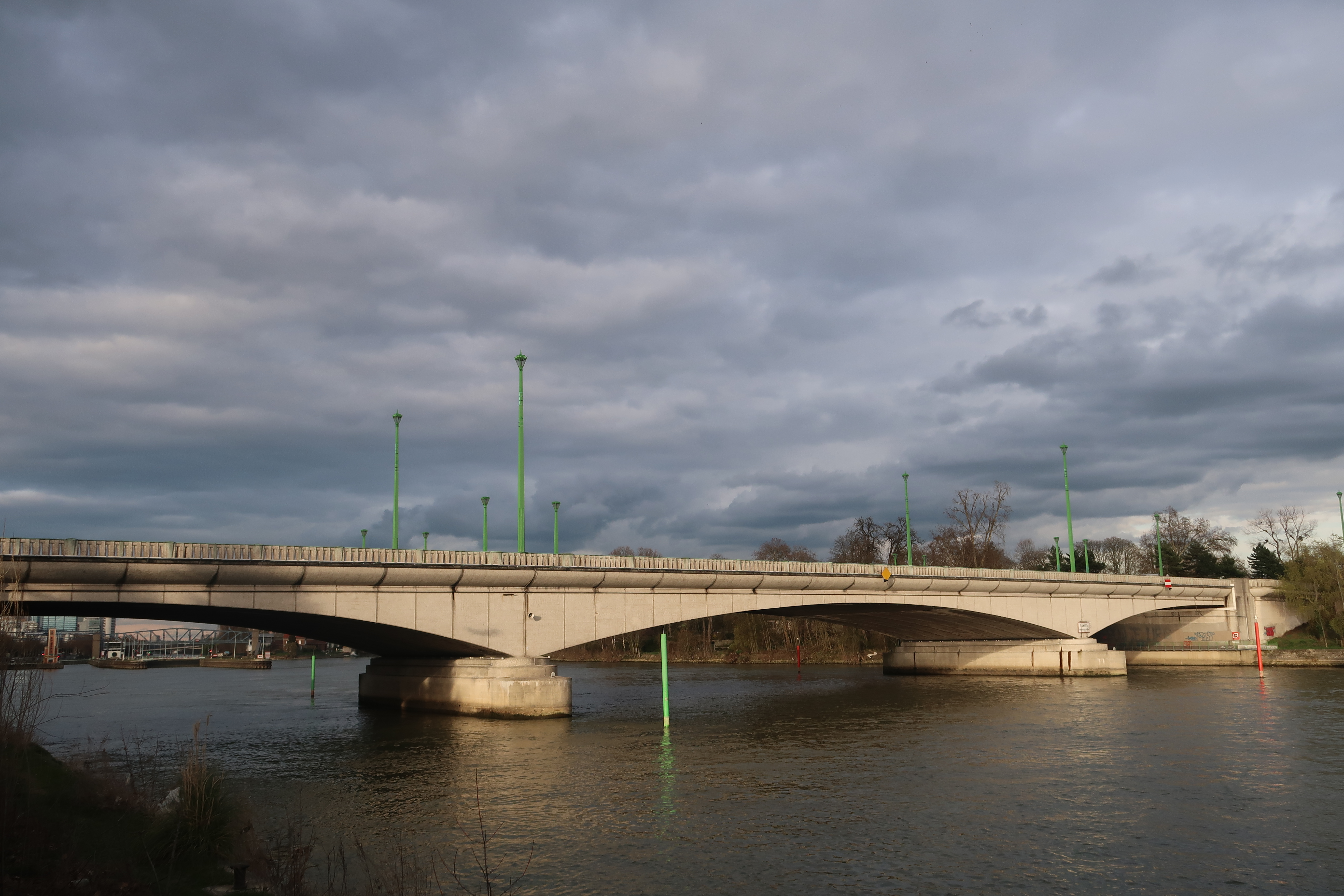
Pont de Suresnes depuis le quai Léon-Blum.

En 1936, il est décidé de remplacer le vieux pont de Suresnes en fonte construit en 1874 par un pont plus large et plus adapté à la circulation. Les travaux commencent en 1938, ralentissent du fait de la guerre, s'arrêtent en 1942 pour reprendre en 1947, se terminant en 1950. Le nouveau pont en béton comporte trois arches. L’arche centrale mesure 79 mètres et les arches latérales 39,5 mètres. Sa largeur utile est de 30 mètres. Le pont est surmonté d’une importante corniche et de garde-corps ajourés en béton.

## Centrale hydroélectrique de Donzère-Mondragon

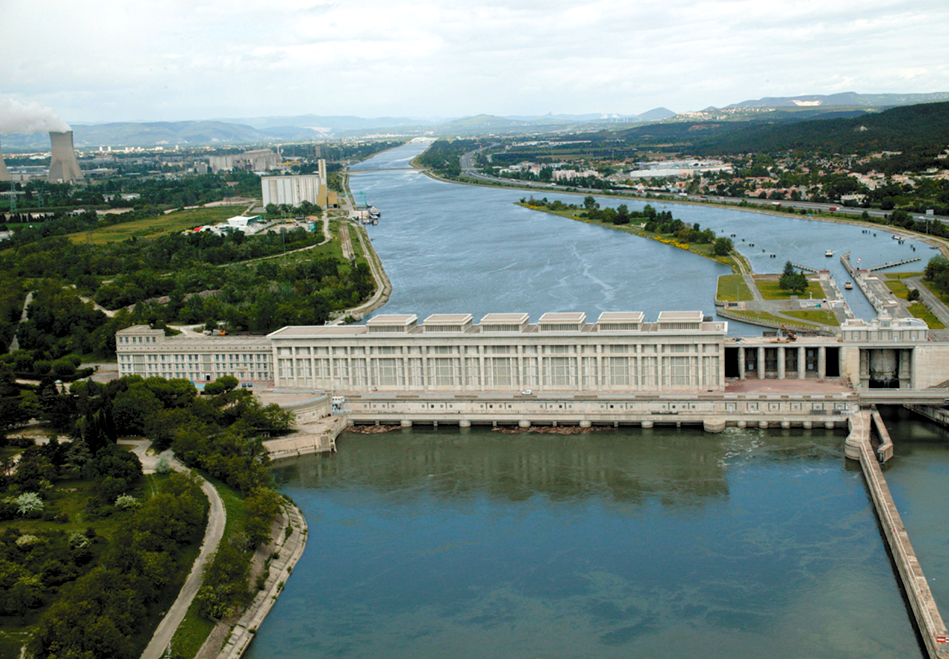
Barrage de Donzère-Mondragon.

La centrale, implantée à Bollène, reçoit le nom du physicien et ingénieur André Blondel (1863-1938).
Après la Seconde Guerre mondiale, les besoins en électricité étant très importants, la Compagnie nationale du Rhône (CNR) décide de construire sur un canal de dérivation du Rhône un barrage hydroélectrique, ce qui présentait un double intérêt : produire de l’électricité et rendre navigable cette portion du fleuve.                                       
Des travaux gigantesques sont entrepris en 1948, avec la création d’un canal de dérivation de 30 kilomètres. Le chantier fut immense ; on construisit sept cités pour accueillir près de 7 000 ouvriers et leur famille, venus de France et d'Europe. Cette centrale, conçue selon les plans de Théo Sardnal, est réalisée en seulement quatre ans. Ce fut à l’époque la centrale hydroélectrique la plus importante d’Europe et l’écluse la plus haute du monde (26 m de haut, 195 m de long et 12 m de large). Elle demeure encore actuellement la plus haute de France et l'une des plus hautes d'Europe.
Elle est inaugurée en 1952 par le président de la République Vincent Auriol.
Son architecture, très moderne, avec des piliers et des claustras en béton armé, de style néoclassique, rappelle l’architecture gallo-romaine. Pour ces raisons la majestueuse façade et la salle des machines ont été classées aux Monuments historiques en 1992,.

## Abattoirs du Havre
Les abattoirs de la ville du Havre ayant été en grande partie détruits en 1944 par les bombardements, il a été décidé de les reconstruire en 1953. La construction a duré 12 ans, de 1953 à 1965, en raison d’impératifs techniques. Elle s'est effectuée en deux temps :
- De 1953 à 1957 : le marché aux bestiaux ;
- De 1957 à 1965 : hall d’abattage, triperie, bureaux divers, poste sanitaire et de désinfection, bouveries, écuries, bergeries porcheries (19 halls au total).

L’hygiène et la facilité des opérations de manutention ont été les deux points les plus importants dans la réalisation de l’abattoir, ce qui a en avait fait l’un des abattoirs les plus modernes d’Europe.
Les bâtiments principaux sont couverts de sheds en béton armé, avec des volets pour faciliter l’aération.
Le vaste hall du marché aux bestiaux, de 57 mètres sur 32, appelé « cathédrale » en raison des immenses piliers de soutènement et de l’éclairage naturel par des claustras vitrés, a été classé en ZPPUP en 1995.

## Décorations
- 16 juin 1918 : Croix de guerre 1914-1918[2] ;
- 25 février 1929 : Médaille militaire[2] ;
- 12 octobre 1953 : Chevalier de la Légion d'honneur[2].